# Taylor Ruck
Taylor Madison Ruck (Kelowna, 28 maggio 2000) è una nuotatrice canadese.

## Carriera
Specializzata nel dorso e nello stile libero, ha conquistato la medaglia di bronzo nella 4x100 m e nella 4x200 m stile libero ai Giochi olimpici di Rio de Janeiro 2016.

## Palmarès
- Giochi olimpici

Rio de Janeiro 2016: bronzo nella 4x100m sl e nella 4x200m sl.
Tokyo 2020: argento nella 4x100m sl, bronzo nella 4x100m misti.
- Mondiali

Gwangju 2019: bronzo nella 4x100m sl, nella 4x200m sl e nella 4x100m misti.
Budapest 2022: argento nella 4x100m sl e nella 4x100m sl mista, bronzo nella 4x200m sl.
Doha 2024: bronzo nella 4x100m sl e nella 4x100m misti.
Singapore 2025: bronzo nella 4x100m misti mista.
- Mondiali in vasca corta

Windsor 2016: oro nella 4x50m sl e nella 4x200m sl, argento nella 4x100m misti, bronzo nei 200m sl.
Melbourne 2022: argento nella 4x200m sl, bronzo nella 4x100m sl e nella 4x100m misti.
- Giochi del Commonwealth

Gold Coast 2018: oro nei 200m sl, argento nei 50m sl, nei 200m dorso, nella 4x100m sl, nella 4x200m sl e nella 4x100m misti, bronzo nei 100m sl e nei 100m dorso.
- Campionati panpacifici

Tokyo 2018: oro nei 200m sl, argento nei 200m dorso, bronzo nei 100m sl, nella 4x100m sl e nella 4x200m sl.
- Mondiali giovanili

Singapore 2015: oro nei 100m sl, nei 200m sl e nella 4x100m sl mista, argento nella 4x200m sl, bronzo nei 200 m dorso e nella 4x100m sl.
Indianapolis 2017: oro nei 200m sl, nella 4x100m sl, nella 4x200m sl, nella 4x100m misti, nella 4x100m sl mista e nella 4x100m misti mista, argento nei 100m dorso.